# فيرونيكا فوس (فلم)
فيرونيكا فوس (بالألمانية: Die Sehnsucht der Veronika Voss) فيلم دراما ألماني بالأبيض والأسود إنتاج 1982 للمخرج الألماني «راينر فيرنر فاسبيندر» (1945-1982). فيرونيكا فوس هو الفيلم الثاني من ثلاثية فاسبندر BRD Trilogy (ثلاثة أفلام درامية من إخراج  فاسبندر تروي أحداث ألمانيا الفترة الممتدة من الحرب العالمية الثانية وحتى أوائل الخمسينات فيما عرف بالمعجزة الاقتصادية الألمانية).
ثلاثية فاسبندر تتكون من الأفلام:
زواج ماريا براون 1979
فيرونيكا فوس 1982
لولا 1981

## طاقم التمثيل
- روزيل زيك: في دور فيرونيكا فوس
- هيلمار ثيت: في دور روبرت كرون
- كورنيليا فروبوس: في دور هنريت
- أن مارى دورينجر: في دور دكتورة ماريان كاتز
- آرمين ميرال ستاهل: في دور ماكس ريهباين
- دوريس سكادى: في دور جوزيفا
- ايريك شومان: في دور دكتور ايدل
- بيتر بيرلينج: في دور منتج أفلام
- غونتر كوفمان: في دور جي
- سونيا نيودورفر: في دور بائعة
- ليلو بيمبيت: في دور مديرة
- فولكر شبنجلر: في دور مخرج أفلام # 1
- هربرت شتاينميتز: في دور جاردنر
- إليزابيث فولكمان: في دور جريت
- هانز ويبراشتيغر: في دور رئيس تحرير
- بيتر صادق: في دور مخرج أفلام # 2
- جوانا هوفر ورودولف بلات: في دور زوجين عجوزين
- جوليان لورينز: في دور سكرتيرة[12]

## أحداث الفيلم
الفيلم يروي أحداث الفصل الأخير من قصة ممثلة مشهورة تنحسر عنها الأضواء، وهي مأخوذة بتصرف من قصة حياة الممثلة الألمانية  «سيبيل شميتز» (توفيت منتحرة وعمرها 45 عاماً)، والفيلم متأثر بالفيلم الأمريكي «سانسيت بوليفارد» للمخرج الأمريكي  «بيلي وايلدر».
تدور أحداث القصة في ميونخ عام 1955 والنجمة السينمائية «فيرونيكا فوس» تقف ليلًا وحيدة والمطر ينهمر بغزارة ويتقدم منها رجل (روبرت كرون وهو صحفي لأخبار الرياضة) يحمل مظلة ليعرض عليها أن ترافقه تحت مظلته. في القطار تقدم نفسها ويعتذر الرجل عن عدم معرفته بها فهو لا يشاهد افلام السينما. في بيت روبرت ليلًا وهو نائم بجوار صديقته «هنريتى»، يرن جرس الهاتف لترد هنريتى وتنهي المكالمة وهي تقول لروبرت أن المتحدث كانت سيدة تريد تناول الشاي معه في إحدى الفنادق المعروفة. يلتقى روبرت بفرونيكا لتحدثه عن نفسها وشهرتها ثم تطلب منه 300 مارك لتشتري دبوس زينة (بروش) أعجبها بمحل مجوهرات في نفس الفندق، يناولها روبرت النقود وهو في حالة ذهول وتتركه لتذهب إلى محل المجوهرات وتطلب من البائعة أي (بروش) بمبلغ 300 مارك، وتعود لروبرت لتنهى اللقاء، وعندما تتأكد أنه غادر المكان، تعود إلى محل المجوهرات لتعيد (البروش) وتستعيد النقود. يستطيع روبرت الوصول لفيرونيكا ويعرف أنها تتلقى علاج من طبيبة تسكن نفس المبنى (دكتورة كاتز). يتحرى روبرت عن فيرونيكا ويعرف أنها كانت أثناء فترة الحرب العالمية صديقة لجوزيف جوبلز (أحد أقرب شركاء الزعيم النازي أدولف هتلر) وانها مدمنة على الخمور والمخدرات. تتوطد العلاقة بينه وبين فيرونكا ويعرف أنها تعانى بعد انحسار الأضواء عنها، وان طبيبتها تستغل احتياجها للمورفين وتستولى على كل مالديها. يقرر روبرت أن يكتب قصة عن فيرونيكا ويشجعه مدير الصحيفة التي يعمل بها. ليتحقق روبرت من علاقة الدكتورة كاتز وفيرونيكا، يرسل صديقته هنريتى إلى عيادة كاتز لتمثل دور سيدة ثرية تعانى من تعب نفسى، وبعد أن تحرر الطبيبة وصفة طبية لمادة مخدر تترك هنريتى العيادة. تراقب الدكتورة كاتز هنريتى من شباك عيادتها وتشاهدها تتصل من أمام المبنى بروبرت وهنا تدرك كاتز الخدعة فتستدعى من يصدم هنريتى بسيارة وتستبدل وصفتها الطبية. تهاجم الشرطة بصحبة روبرت عيادة كاتز ولا يجدوا دليل على مزاعم روبرت، وتخرج فيرونكا من إحدى غرف العيادة لتؤكد للشرطة أنها لا تتهم كاتز بأى تهمة. ينتهي الفيلم بشكل مأساوي حيث تقوم الدكتورة كاتز بالضغط على فيرونيكا لتوقع بالتنازل عن كل ما تملك. تتناول فيرونيكا جرعة مميتة من الحبوب المهدئة لتنهى حياتها. بعد وفاة فيرونيكا يقف روبرت حزينًا يشاهد الأشرار يحتفلون بانتصارهم.

### تعليق
ظهر المخرج فاسبندر في لقطات قصيرة في أول الفيلم حيث كانت بطلة الفيلم تشاهد عرض خاص لواحد من أفلامها القديمة وكان يجلس خلفها المخرج فاسبندر، وهذا الظهور يطلق عليه «دور الكاميو cameo role» (ظهور أحد المشاهير في مشهد واحد كما يحدث في أفلام هيتشكوك أو حلقاته التلفزيونية). ظهرت أم المخرج «ليلو بيمبيت» في مشهد واحد وكانت تلعب دور صاحبة محل المجوهرات. «غونثر كوفمان» ظهر في شخصية جندى أمريكى يعد سجائر المخدرات، وايضا في خلفية مشاهد عديدة دون أن يتداخل في أي حوار أو أحداث. غونثر هو عشيق سابق للمخرج فاسبندر وظهر في ثلاثة أفلام للمخرج. «جوليان لورنز» هي مونتير لهذا الفيلم (تقوم بالمونتاج السينمائي) وظهرت في دور سكرتيرة ولمشهد واحد واصبحت فيما بعد الرئيس التنفيذي لشركات فاسبندر.

## استقبال الفيلم والجوائز
منح موقع روتن توميتوز هذا الفيلم 73%، أما الناقد الأمريكى «روجر ايبرت» فقد وضع الفيلم في قائمة أفلامه العظيمة.
اشترك الفيلم في «مهرجان برلين السينمائي» رقم 32 عام 1982 وحصل على جائزة الدب الذهبي.

## وصلات خارجية
- فيرونيكا فوس على موقع IMDb (الإنجليزية)
- فيرونيكا فوس على موقع روتن توميتوز (الإنجليزية)
- فيرونيكا فوس على موقع نتفليكس (الإنجليزية)
- فيرونيكا فوس على موقع ألو سيني (الفرنسية)
- فيرونيكا فوس على موقع Turner Classic Movies (الإنجليزية)
- فيرونيكا فوس على موقع أول موفي (الإنجليزية)
- فيرونيكا فوس على موقع فيلمافينيتي (الإسبانية)
- فيرونيكا فوس على موقع قاعدة بيانات الأفلام السويدية (السويدية)
- فيرونيكا فوس على موقع قاعدة بيانات الفيلم (الإنجليزية)
- فيرونيكا فوس على موقع ليتربوكسد (الإنجليزية)